# Cis viridiflavus
Cis viridiflavus là một loài bọ cánh cứng trong họ Ciidae. Loài này được Broun miêu tả khoa học năm 1883.